# Джонатан Сміт (веслувальник)
Джонатан Сміт (англ. Jonathan Smith, 9 травня 1961) — американський академічний веслувальник.
Срібний призер Олімпійських Ігор 1984 року в складі розпашної четвірки без стернового, бронзовий призер 1988 року в складі вісімки, учасник 1992 року.